# Idioma yurí (Amazonia)
El yurí es una lengua indígena, que durante algún tiempo se creyó extinta. El idioma yuri está documentado por cuatro listas de palabras recolectadas durante el siglo XIX.

## Relaciones con el Ticuna
Para Kaufman (1994:62) la evidencia léxica es suficiente para agruparlo con el ticuna en una hipotética familia ticuna-yurí, lo cual fue ratificado en 2009 por Fernando Carvalho, así como por Goulard y Montes en 2013 y por Seifart y Echeverri en 2014.

## Los "carabayo"
En 1969, el sacerdote Juan Berchmans de Felanix (Antonio Font) recolectó un listado de unas 50 palabras habladas por una familia de indígenas denominados "carabayo", capturados en la selva y retenidos en La Pedrera (Amazonas). Al cotejar estas palabras con las recolectadas por Wallace, Vidal y Pinell sostuvo la hipótesis de que los vocablos recogidos a la familia del Puré pertenecen a la lengua yuri.
Para Roberto Franco, además de los indicios históricos y geográficos que indican la identidad entre carabayos y yurís, el estudio lingüístico comparativo hecho por Juan Álvaro Echeverri con el apoyo de Frank Seifart, dio la certeza necesaria para afirmarla. Para Goulard y María Emilia Rodríguez, las correspondencias entre yurí y tikuna permiten rastrear la continuidad de los procesos de la variación dialectal de tierra firme y riberas. Mientras la lengua de los llamados carabayo, a pesar de  está muy mal documentada, igual que el vocabulario yurí conocido, se relacionan fácilmente con la lengua tikuna.
Algunas fuentes como Ethnologue sugieren que el yurí y el carabayo son la misma lengua, mientras que otras como Adelaar (2004) las consideran diferentes. La identificación de ambos grupos se debe a que se conjetura que los carabayo, que se mantienen en aislamiento voluntario, serían de hecho una facción de lo yurí que viven en la región del río Puré, en el parque nacional del mismo nombre. Sin embargo, una lista de palabras recopilada en 1969, de algunos indígenas del río Puré muestro solo un 20 % de cognados con el yurí, lo cual, para Hammarström, podría indicar parentesco lejano pero no identidad de ambas lenguas (Hammarström, 2010).